# Фаларис
Фаларис (др.-греч. Φάλαρις) — тиран Акраганта в первой половине VI века до н. э (ок. 570—554 до н. э.), сын Леодама.
Фаларис прославился своей неимоверной жестокостью. Древнегреческий поэт Пиндар, историки Полибий, Диодор Сицилийский и другие авторы рассказывали, что он медленно поджаривал своих врагов в медном быке, ел младенцев, а пленных леонтинцев велел бросить в жерло вулкана Этна. Фаларис первым делом испытал медного быка на его создателе — алчном Перилае. Согласно легенде, переданной Пиндаром и Диодором, впоследствии в этом быке поджарили и самого Фалариса.
Свергнут в ходе восстания Телемаха.
Под его именем дошли до нас 147 писем, бывших предметом спора между английскими филологами Чарльзом Бойлом и Ричардом Бентли. Последний в «Dissertation upon the letters of Phalaris» (1699) неопровержимо доказал, что письма поддельны.

## Фаларис в искусстве
Лукиан Самосатский. «Фаларид» — апология тирана Фалариса.